# 1 halerz czechosłowacki (1962)
1 halerz (cz. 1 haléř, słow. 1 halier) – czechosłowacka moneta obiegowa o nominale 1 halerza bita w latach 1962–1986, jednak pozostająca w obiegu aż do roku 1993.

## Wzór
W centralnej części awersu znalazł się herb Czechosłowackiej Republiki Socjalistycznej – wizerunek znajdującego się na tarczy w kształcie husyckiej pawęży czeskiego wspiętego lwa o podwójnym ogonie. Na jego piersi umieszczono mniejszą tarczę z reprezentującym Słowaków symbolem watry na tle sylwetki tatrzańskiego szczytu Krywań. Wokół tarczy widniała legenda: zapisana wewnętrznie nazwa kraju („ČESKOSLOVENSKÁ SOCIALISTICKÁ REPUBLIKA”), u dołu zaś zapisany zewnętrznie rok bicia. 
Rewers monety przedstawiał duży, zapisany arabską cyfrą nominał pod pięcioramienną gwiazdą otoczony wieńcem gałązek lipowych, które u dołu przewiązane były wstęgą.

## Nakład
Moneta według projektu z 1962 roku stanowiła modyfikację halerza z roku 1953. Zmiana wzoru awersu spowodowana była przyjęciem dwa lata wcześniej socjalistycznej nomenklatury i symboliki. Zarządzeniem ministra finansów z dnia 9 września 1962 r. przewidziano, że nowe monety będą posiadały te same parametry fizyczne i wzór co wcześniejszy wariant, z uwzględnieniem jednak nowego herbu i nowej nazwy kraju. Tym samym zastosowanie miały wytyczne zawarte w zarządzeniu Ministra Finansów z 30 maja 1953 r. – jednohalerzowe monety bito z krążków o gładkim rancie, grubości 1 i średnicy 16 mm. Wytwarzano je z aluminium, choć dokładny stop nie został zdefiniowany w żadnym akcie prawnym (według jednej z wersji był to stop Al96,65Mg3Mn0,35). Z uwagi na swoje niewielkie rozmiary oraz bardzo lekki materiał, z jakiego były wykonane, każda z jednohalerzówek ważyła zaledwie 0,5 g. Oficjalnie nie ujawniono osoby autora wzoru monet, choć wskazuje się, że pierwotny projekt powstał w Związku Radzieckim.
Monety, które bito w mennicy w Kremnicy, trafiły do obiegu 2 maja 1962. Z uwagi na znikome zapotrzebowanie na tak niski nominał wytworzono jedynie ich trzy roczniki (ostatni w 1986 roku) o łącznym nakładzie niespełna 23,5 mln sztuk. Pomimo tego jednohalerzówki o wzorze z 1962 roku formalnie pozostawały w obiegu aż 31 lat. W 1991 roku zostały zastąpione monetami nowego wzoru z herbem Czeskiej i Słowackiej Republiki Federacyjnej. Dopiero po rozpadzie państwa czechosłowackiego uległy denominacji niezależnie w Czechach i na Słowacji odpowiednio z końcem kwietnia i z końcem lipca 1993 roku.
| rok  | nakład     |                   |
| ---- | ---------- | ----------------- |
| 1962 | 20 056 000 | [ 1 ] [ 2 ] [ 3 ] |
| 1963 | 20 056 000 | [ 1 ] [ 2 ] [ 3 ] |
| 1986 | 3 360 000  | [ 1 ] [ 2 ] [ 3 ] |